# Mark McChrystal
Mark McChrystal (Derry, Irlanda del Norte, 26 de junio de 1984), futbolista norirlandés. Juega de defensa y su actual equipo es el Bristol Rovers de la Football League Two de Inglaterra.

## Selección nacional
Ha sido internacional con la Selección de fútbol de Irlanda del Norte Sub-21.

## Clubes
| Club               | País              | Año       |
| ------------------ | ----------------- | --------- |
| Derry City         | Irlanda           | 2003      |
| Institute FC       | Irlanda del Norte | 2003      |
| Derry City         | Irlanda           | 2004-2006 |
| Partick Thistle    | Escocia           | 2007      |
| Derry City         | Irlanda           | 2007-2009 |
| Lisburn Distillery | Irlanda del Norte | 2009      |
| Derry City         | Irlanda           | 2010      |
| Tranmere Rovers    | Inglaterra        | 2011-2012 |
| Scunthorpe United  | Inglaterra        | 2012      |
| Bristol Rovers     | Inglaterra        | 2013-     |

## Palmarés

### Campeonatos nacionales
| Título                     | Club       | País    | Año  |
| -------------------------- | ---------- | ------- | ---- |
| Copa de la Liga de Irlanda | Derry City | Irlanda | 2008 |
| FAI First Division         | Derry City | Irlanda | 2010 |